# Red River, British Columbia
Red River är ett vattendrag i Kanada.   Det ligger i provinsen British Columbia, i den centrala delen av landet, 3 700 km väster om huvudstaden Ottawa.
I omgivningarna runt Red River växer i huvudsak barrskog. Trakten runt Red River är nära nog obefolkad, med mindre än två invånare per kvadratkilometer.